# Francesco Mantegna

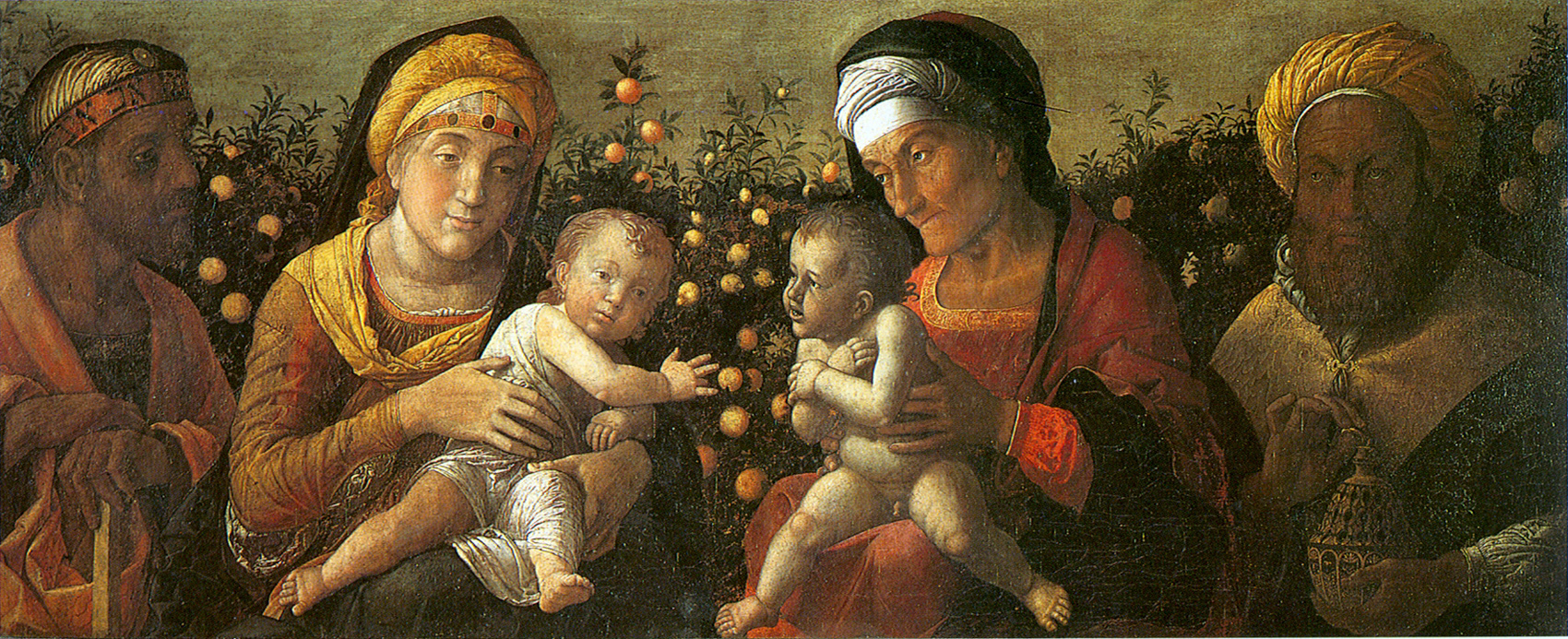
Sacra Famiglia e famiglia del Battista, Andrea Mantegna, 1504-1506. Il quadro venne citato da Francesco Mantegna.

Francesco Mantegna, forse Francesco di Mantovana (Mantova, 1470 circa – Mantova, dopo 1517), è stato un pittore italiano legato alla Scuola di Mantova.

## Biografia
Francesco Mantegna era il secondo figlio di Andrea Mantegna e fratello di Ludovico Mantegna. Entrambi furono pittori e allievi del loro padre.

Operò a Mantova e decorò parzialmente la cappella funeraria del padre nella Basilica di Sant'Andrea.